# Nymphaeaceae
Le Ninfee (Nymphaeaceae Salisb., 1805) sono una famiglia cosmopolita di piante spermatofite dell'ordine Nymphaeales dai grandi e decorativi fiori acquatici.

## Etimologia
Come in altri casi il nome di questa famiglia deriva dal suo genere più importante Nymphaea. Nome che sembra derivare dal vocabolo arabo ”nenufar” (derivato a sua volta dal persiano ”loto blu”).  Ad introdurlo nella nomenclatura botanica è stato il medico, botanico e teologo tedesco Otto Brunfels (Magonza, 1488 – Berna, 25 novembre 1534) nel 1534.

Il nome scientifico attualmente accettato di questa famiglia (“Nymphaeaceae”) è stato proposto dal botanico inglese Richard Anthony Salisbury (2 maggio 1761- 1829) in una pubblicazione del 1805.

## Descrizione

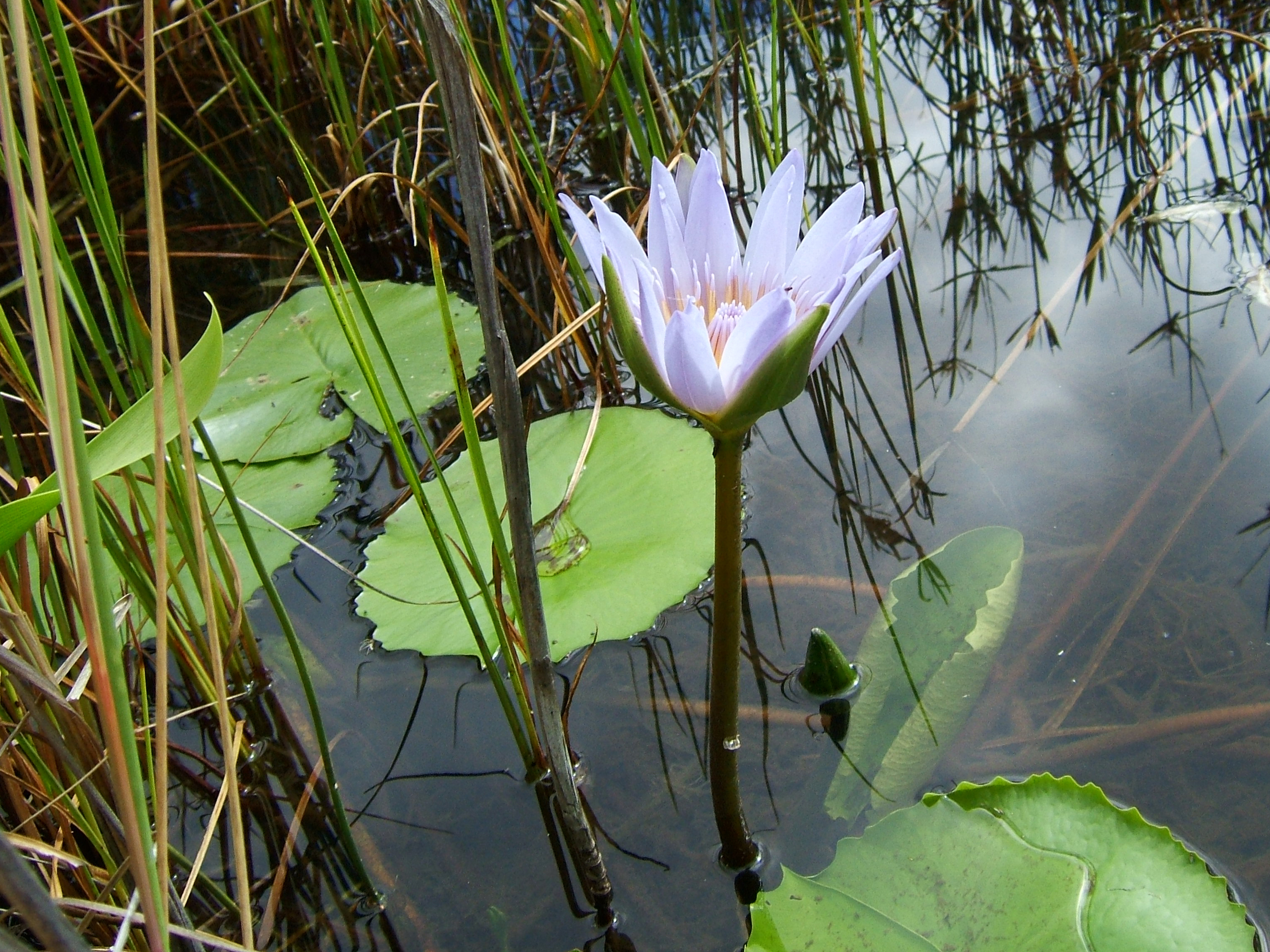
Il portamento (Nymphaea nouchali var. coerulea)

Sono piante acquatiche tipicamente radicanti (annuali o perenni). Sono prive di cellule oleifere e senza l'alcaloide benzilisochinolina (sostanza secondaria in quanto non interviene nel metabolismo di base della pianta). Alcune specie possono essere considerate palustri in quanto riescono a sopportare facilmente abbassamenti temporanei del livello dell'acqua. L'altezza media di queste piante dipende dalla profondità del bacino idrico e comunque superano raramente i due metri nei climi temperati, mentre in ambienti tropicali possono raggiungere anche i 7 – 8 m. La forma biologica delle specie di questa famiglia è in prevalenza idrofita radicante (I rad); ossia sono piante acquatiche perenni le cui gemme si trovano sommerse o natanti e hanno un apparato radicale che le ancora al fondale.

### Radici
Le radici sono secondarie da rizoma e sono fissate sul fondo fangoso. 

### Fusto
- Parte ipogea: il fusto (la parte sommersa ovviamente) è carnoso, rizomatoso quasi tuberoso. Può essere eretto-ascendente o prostrato, come anche ramificato oppure no. Questo fusto è diverso dai fusti aerei delle piante terrestri in quanto non deve sostenere nessun peso; di conseguenza le parti legnose sono ridotte al minimo a favore dei tessuti aeriferi. Infatti questi fusti (come anche i piccioli e i peduncoli) sono percorsi da ampi canali aeriferi (per assicurare il galleggiamento e il trasferimento dell'ossigeno alle radici). In genere i fusti risultano flaccidi ma tenaci ed estensibili per adattarsi continuamente ai differenti livelli dell'acqua.
- Parte epigea: praticamente assente.

### Foglie

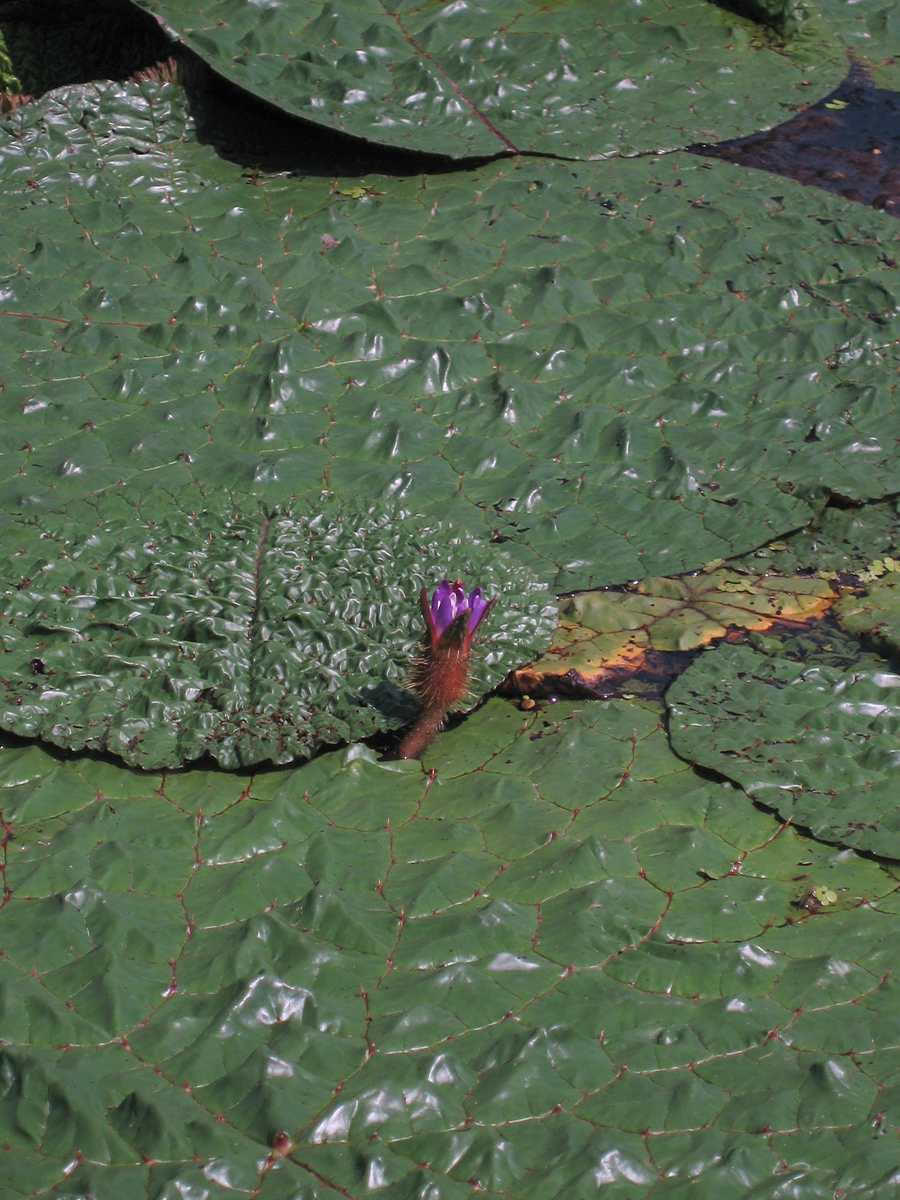
Euryale ferox
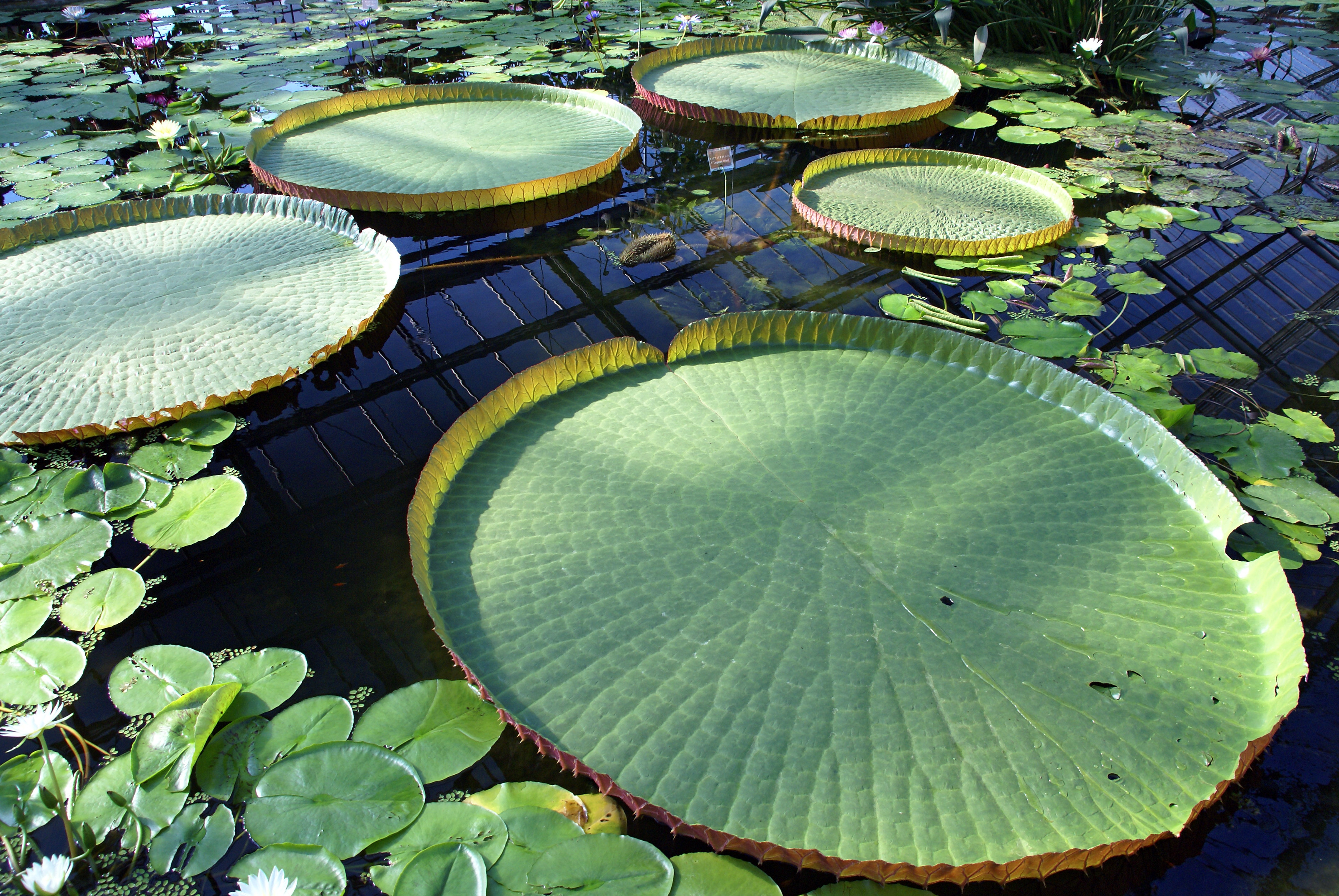
Victoria amazonica
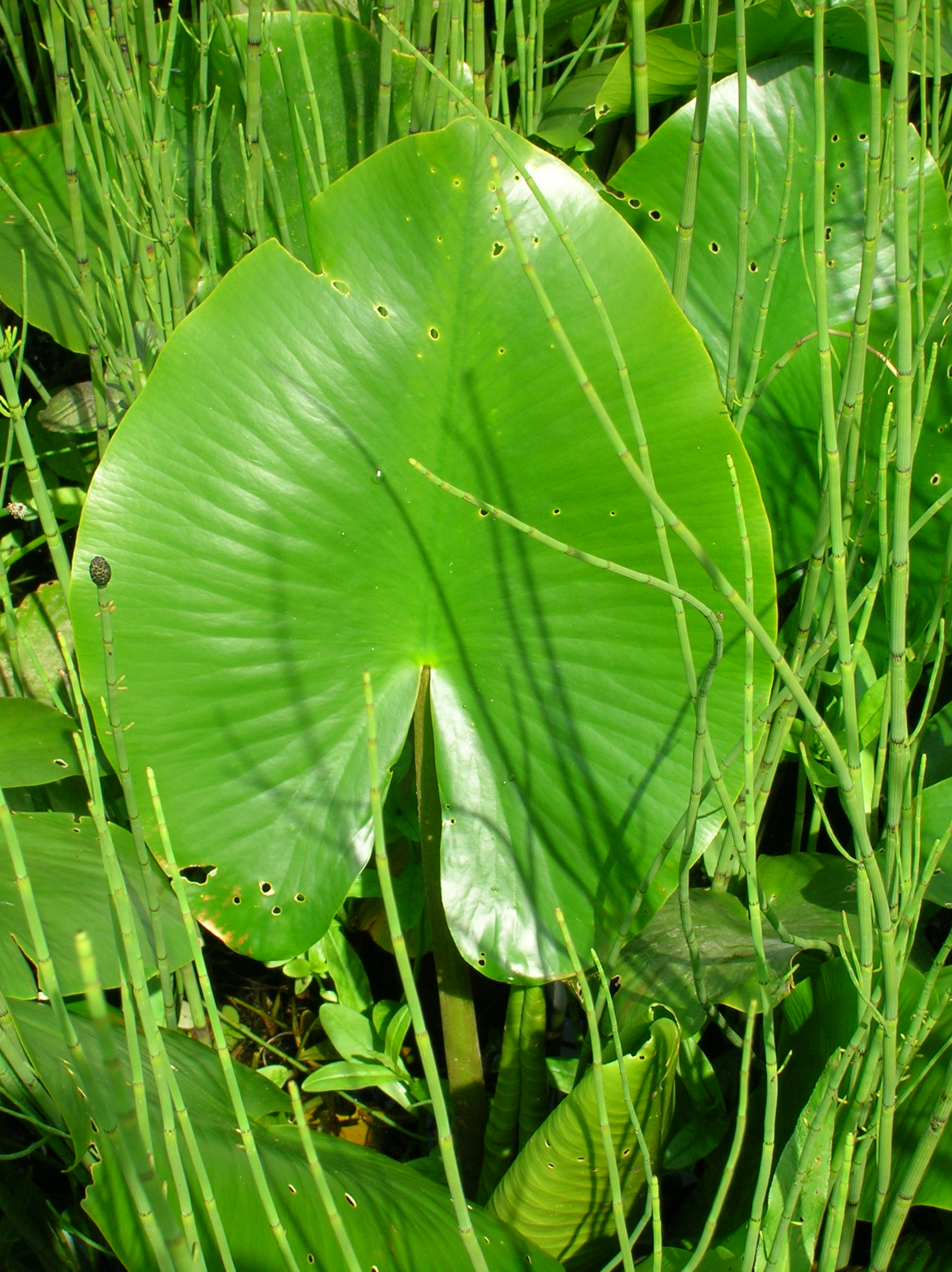
Nuphar lutea
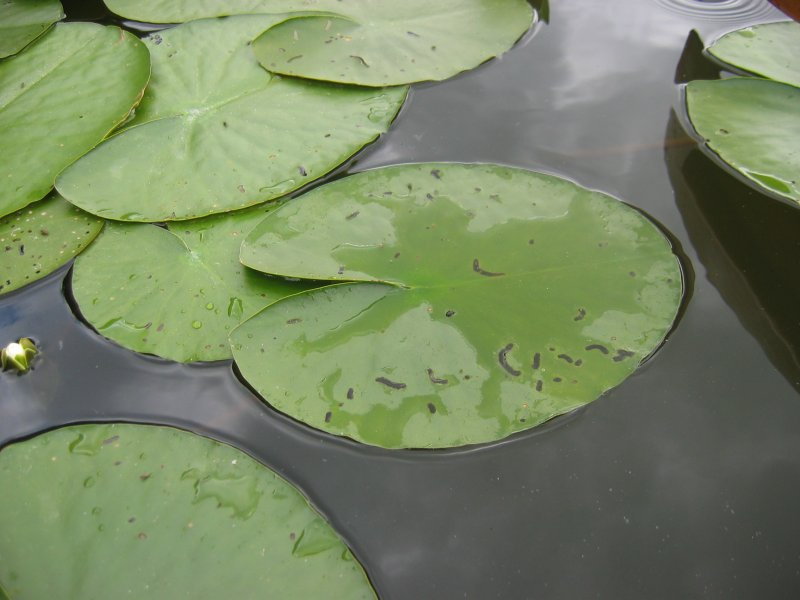
Nymphaea alba

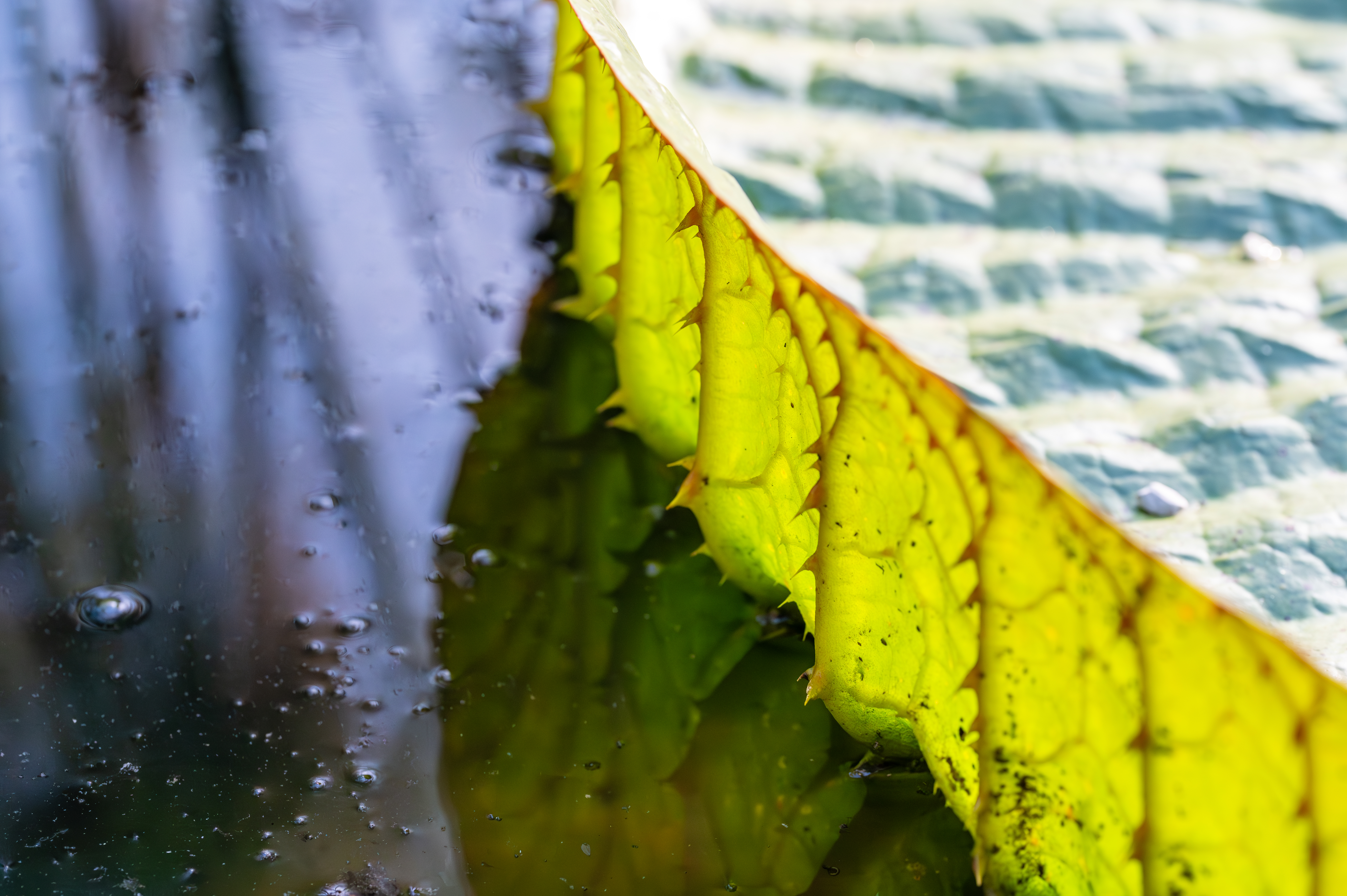
Dettaglio di foglia di Victoria cruziana

Le foglie sono ampie e di consistenza più o meno coriacea, lamina piana e peltata con picciolo inserito verso il centro della lamina in una insenatura stretta e profonda. Sono galleggianti ma a volte sono semi-sommerse. La forma è più o meno rotonda (o cordata o sagittata) con bordo continuo (in qualche caso può essere dentato). La lunghezza del picciolo è in funzione della profondità dell'acqua. Le due pagine (quella sopra e quella sotto) hanno ovviamente strutture anatomiche diverse interfacciando due elementi completamente differenti (aria e acqua). La lamina superiore è protetta da uno strato ceroso (questo per non essere bagnata, così l'acqua scivola via senza bloccare le aperture aerifere) e cosparsa da diversi stomi preposti appunto allo scambio aerifero ed è di colore verde. La lamina inferiore può essere violacea in quanto può contiene delle sostanze tipo antocianina. L'antocianina è un glucoside privo di azoto che ha la funzione di convertire i raggi luminosi del sole in calore. In questo modo anche la parte inferiore della foglia collabora ad incrementare i processi metabolici di tutta la foglia. Le foglie hanno delle nervature che si irradiano dal nervo centrale fino in corrispondenza del margine della foglia. Spesso è presente un certo dimorfismo fogliare: in alcune specie sono presenti delle foglie sommerse, più chiare e fragili (a lamina quasi cartacea) non peltate.

Nei generi non europei si possono avere delle foglie con nervature provviste di spine (Euryale ferox), oppure con bordi rialzati (Victoria regia).

### Infiorescenza
L'infiorescenza è formata da grandi fiori natanti generalmente solitari ascellari o extra-ascellari. La lunghezza del peduncolo, a sezione rotonda, è in funzione della profondità dell'acqua. Normalmente i fiori durano a lungo e generalmente si aprono durante il giorno a cielo sereno (nelle zone tropicali alcune specie hanno fiori notturni).  Una caratteristica peculiare delle specie di questa famiglia è la transizione graduale e senza soluzione di continuità tra i petali e gli stami. Infatti i petali diminuiscono progressivamente di grandezza verso il centro-interno del fiore tanto che gli ultimi petali si presentano talmente contratti che possono essere configurati come dei filamenti staminali; in questo modo il fiore delle “ninfee” riesce a mettere bene in evidenza tutta la struttura di passaggio e relative morfologie dai sepali fino all'androceo-gineceo (parte più interna e centrale del fiore).

### Fiore

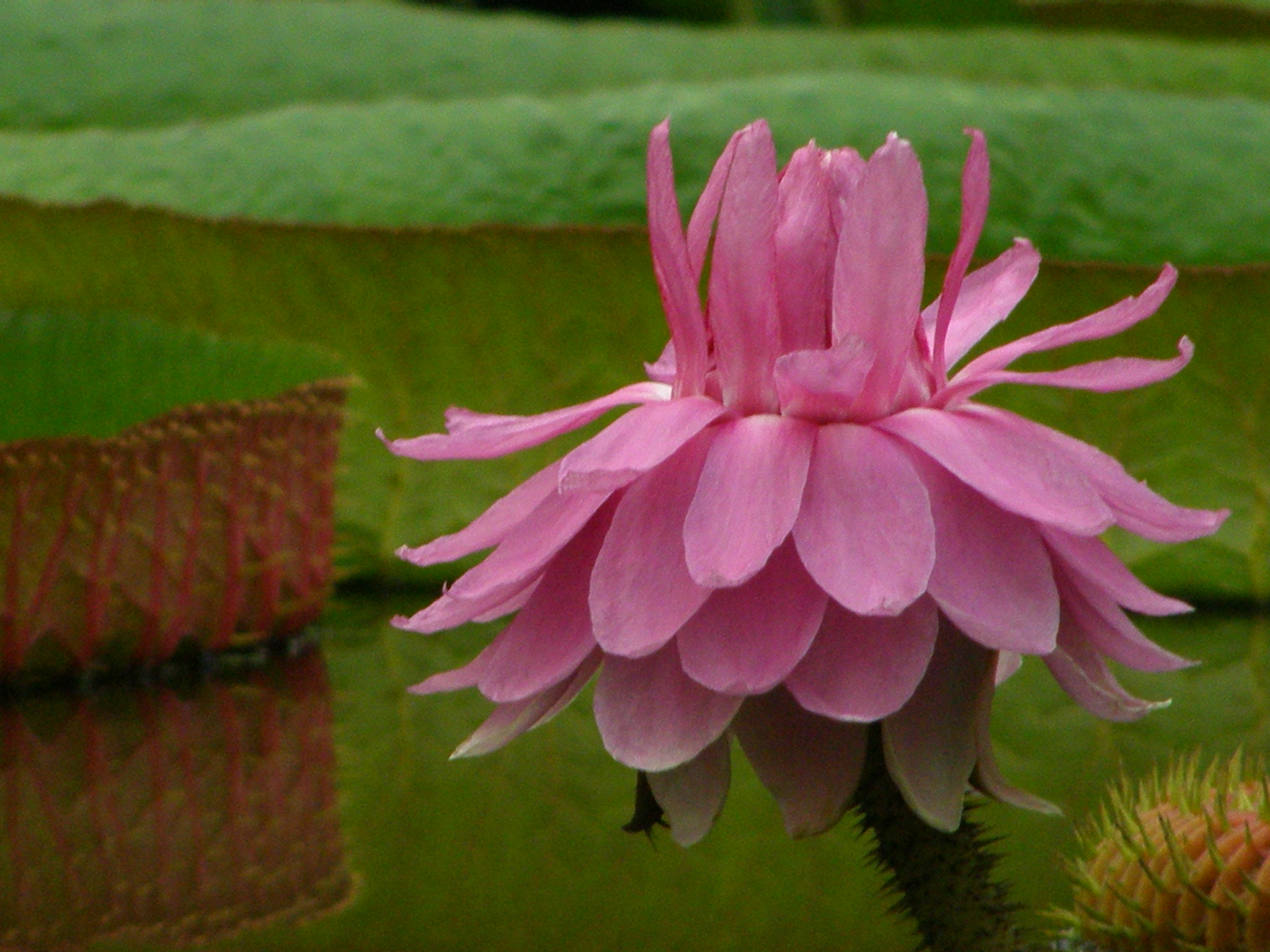
Victoria amazonica
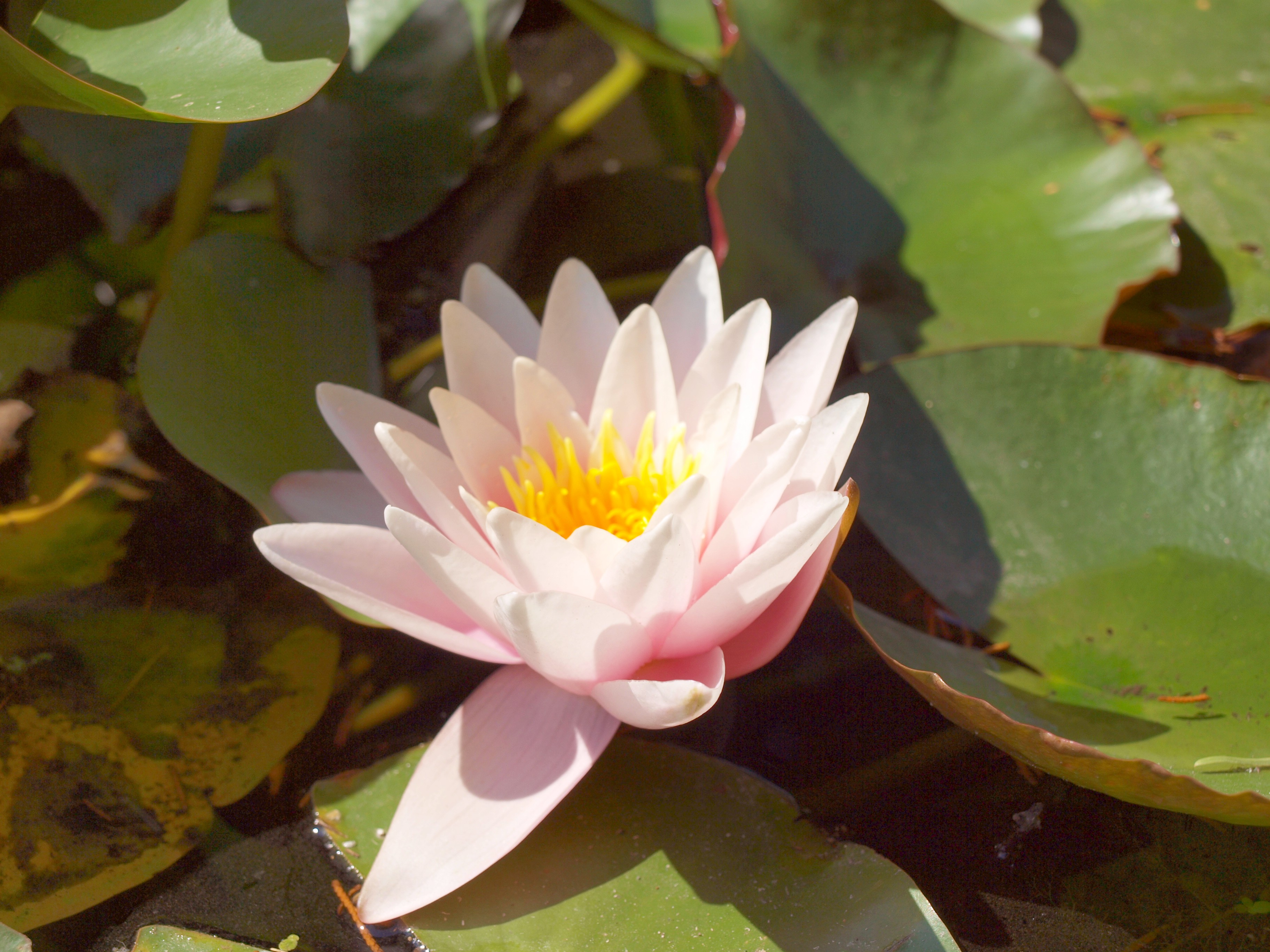
Victoria cruziana
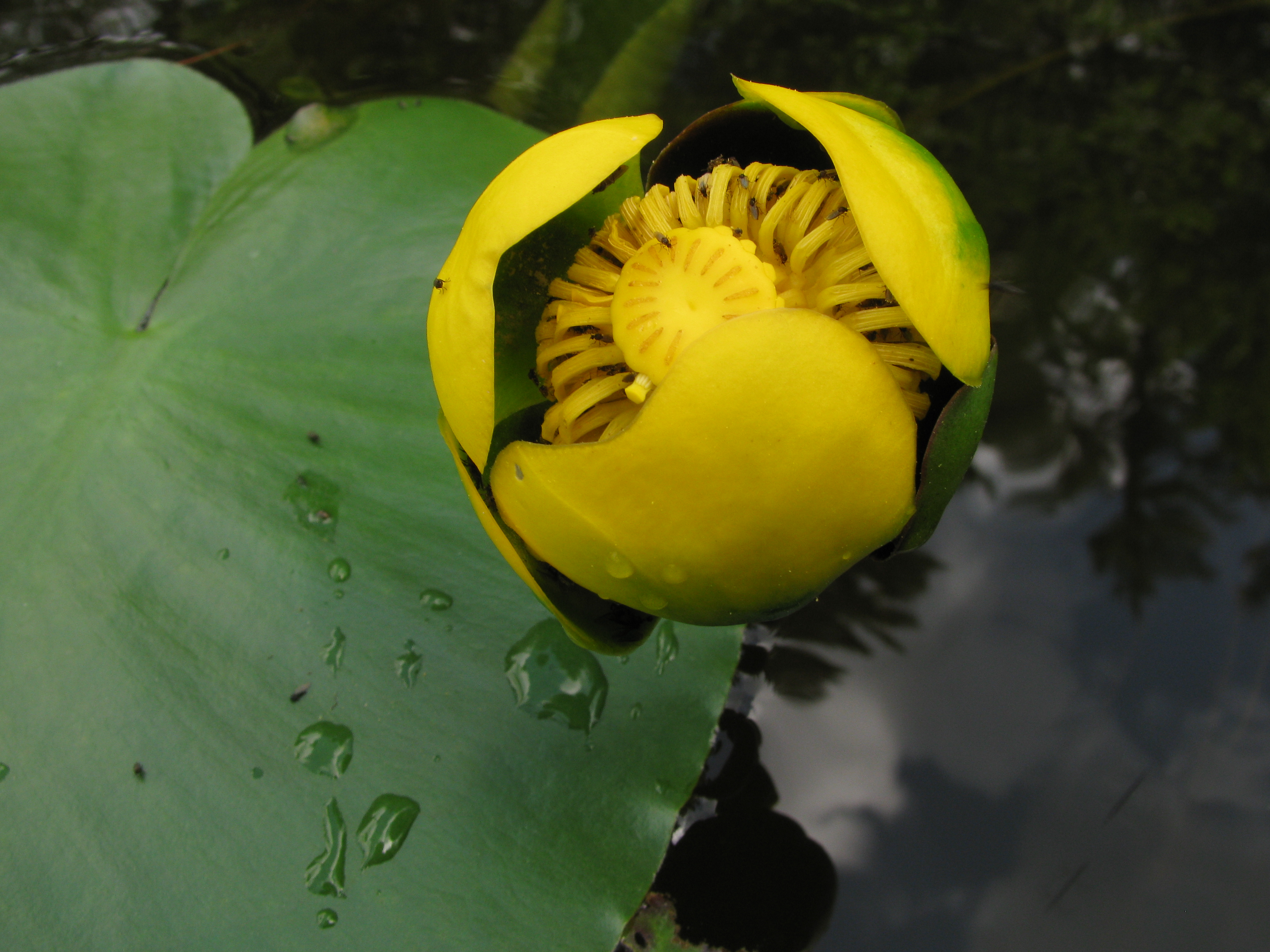
Nuphar lutea
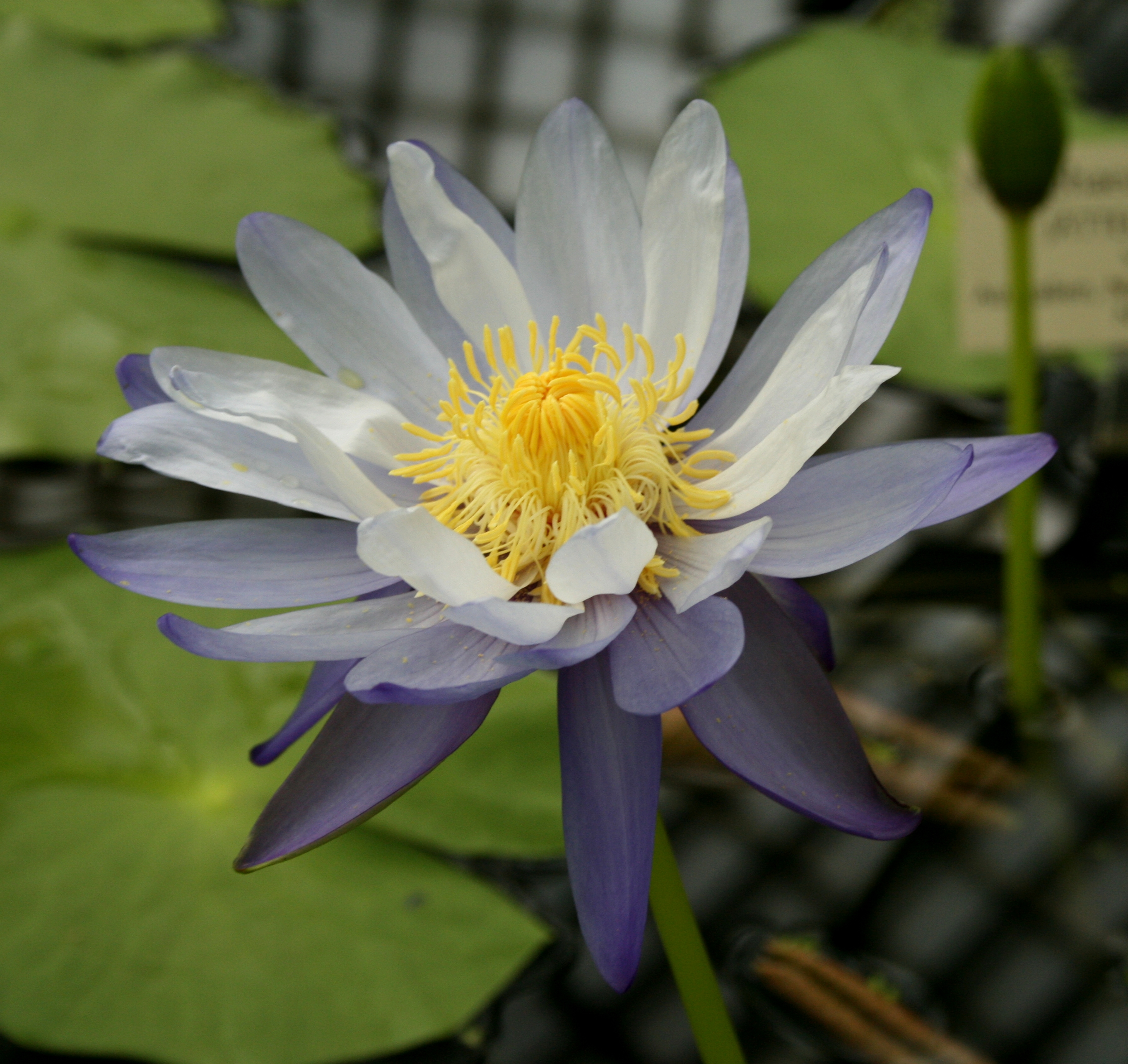
Nymphaea gigantea

I fiori sono ermafroditi, attinomorfi, polipetali (con un numero imprecisato di petali), spirociclici (i petali sono a disposizione spiralata/ciclica), in genere tutti gli altri elementi del fiore (calice e componenti riproduttivi) sono a disposizione spiralata.  Il perianzio è ipogino. Il colore del fiore può essere bianco, rosa, rosso, viola, celeste e giallo o colorazioni intermedie.
- Formula fiorale e diagramma fiorale:

* K 4-7, C 6-molti A molti, G 3-molti (semi-infero/supero) 
- Calice: il calice è formato da 4-7 sepali accrescenti e avvolgenti il ricettacolo. I sepali all'esterno sono verdi, ma anche colorati (funzione vessillifera). Possono essere persistenti o caduchi.
- Corolla: la corolla si compone di diversi petali che possono essere grandi (più dei sepali) o più piccoli, ridotti a delle squame. La posizione dei petali sul ricettacolo non è a fossetta alla base, ma sono inseriti a diverse altezze a spirale sull'ovario (in realtà l'inserzione è sempre esterna al ricettacolo).  Il nettare si trova alla base di questi petali sulla parte esterna della superficie.
- Androceo: gli stami, spesso gialli, sono numerosi e in posizione quasi epiginea. La forma delle antere è lineare-allungata. Sono connate al filamento (organo di sostegno all'antera stessa) ed hanno due logge a deiscenza longitudinale.
- Gineceo: l'ovario è semi-infero o supero a forma globosa. Da un punto di vista anatomico l'ovario (sempre pluri-carpellare – da 3 a 35) può essere apocarpico (ossia formato da numerosi pistilli apocarpici) in cui i carpelli rimangono separati ed indipendenti tra loro, oppure sincarpico (ossia formato da un solo pistillo sincarpico) i cui carpelli sono saldati fra di loro[8]. Tutti i carpelli sono con placentazione laminare[9]. È inoltre “plurispermo” in quanto i vari carpelli sono dotati di numerosi semi. Nei carpelli gli ovuli sono di tipo “anatropo” (capovolti). Gli stili sono numerosi (ma non sempre sono presenti in quanto a volte gli stimmi sono sessili); questi ultimi sono sempre disposti circolarmente a coppa sopra l'ovario.
- Fioritura: in genere tra primavera e inizio estate.
- Impollinazione: impollinazione entomoga (tramite mosche).

### Frutti
Il frutto è una bacca globosa a deiscenza irregolare; l'apice è coronato da ciò che rimane degli stili. La particolarità di questi frutti è che la loro maturazione può avvenire sott'acqua, mentre in altre specie avviene a pelo dell'acqua. In tutti i casi a fine fioritura il tessuto assiale di protezione del frutto si stacca in più parti dai carpelli liberi, in questo modo i numerosi semi, ellissoidi, lisci (in certi casi, o pubescenti e crestati in altri casi) e provvisti di albume, contenuti nel frutto hanno la via libera per la disseminazione.

## Distribuzione e habitat
Questa famiglia, originaria probabilmente dell'Asia, ha ormai una distribuzione cosmopolita. Comprende specie rustiche perfettamente adattate ai climi temperati, e specie tropicali a fioritura diurna profumatissima (o anche notturna) soprattutto dell'emisfero boreale, ma vi sono anche specie abitatrici dell'Africa del sud, dell'Australia e della Nuova Guinea. Altre specie invece provengono dall'America del nord e dall'America tropicale.
L'habitat tipico sono le acque dolci non molto alte a lento deflusso sia a basso contenuto nutrizionale (ambiente oligotrofico), oppure in altri casi ricche di sostanze come azoto e fosforo (ambiente eutrofico).

Sui rilievi (relativamente all'areale europeo) queste piante si possono trovare fino a 1500 m s.l.m.; frequentano quindi i seguenti piani vegetazionali: collinare e in parte montano.

## Tassonomia
La famiglia appartiene al clade delle angiosperme basali.
Comprende 5 generi con circa 80 specie:
- Barclaya Wall., 1827 (3 specie), diffuso in Asia e precisamente nelle Isole della Sonda.
- Euryale Salisb., 1805 (1 specie), diffuso in Asia (dall'India al Giappone); caratteristiche sono le foglie spinate della sua unica specie Euryale ferox.
- Nuphar Sm., 1809 (13 specie), cosmopolite, due sole in Europa
- Nymphaea L., 1753 (61 specie), cosmopolite, due sole in Europa
- Victoria Lindl., 1837 (2 specie), diffuse in America equatoriale e nel Brasile. Sono caratterizzate da grandi fiori e da foglie ancora più grandi (fino a 2 metri di diametro) con lunghi fusti (fino a 8 metri).

Il Sistema Cronquist includeva nella famiglia anche il genere Nelumbo (ora inserito nella famiglia Nelumbonaceae, Proteales) e i generi Cabombae Brasenia (Cabombaceae).
La famiglia Nymphaeaceae è molto antica; numerosi fossili di queste piante sono stati trovati ad esempio nei depositi del Cenozoico in Francia o anche in strati ancora più antichi (Cretaceo inferiore).
Sono qui elencati alcuni generi fossili delle “ Nymphaeaceae”: 
- Nymphaetis
- Haploura
- Anoectomeria

### Generi spontanei della flora italiana
Per meglio comprendere ed individuare i vari generi della famiglia l'elenco che segue utilizza in parte il sistema delle chiavi analitiche.
- Gruppo 1A : le foglie in generale galleggiano sulla superficie dell'acqua; le nervature delle foglie si sdoppiano verso il bordo della lamina con angoli di 90°; il colore dei fiori è in prevalenza bianco; i sepali (4) sono più piccoli dei petali; l'ovario è semi-infero;

- Nymphaea L. (1753): 50 specie cosmopolite, due sole in Europa: Nymphaea alba L. (anche in Italia), Nymphaea candida Presl.

- Gruppo 1B : le foglie facilmente sono sommerse sotto il pelo dell'acqua; le nervature delle foglie si sdoppiano verso il bordo della lamina con angoli acuti; il colore dei fiori è in prevalenza giallo; i sepali (5) sono più lunghi dei petali;  l'ovario è supero.

- Nuphar Sm. (1809): 10-15 specie cosmopolite, due sole in Europa: Nuphar lutea (L.) Sm. (anche in Italia), Nuphar pumila (Timm) DC.

### Sinonimi
- Aneslea Rchb. (1828)
- Anneslea Roxb. ex Andrews (1810)
- Cyamus Sm. (1804)
- Castalia Salisbury (1805) (sinonimo di Nymphaea)
- Hydrostemma Wall. (1827) (sinonimo di Barclaya Wall.)
- Leuconymphaea Kuntze (1891) (sinonimo di Nymphaea)
- Nectris Schreb. (1789)
- Nymphozanthus Rich. (1811) (sinonimo di Nuphar)
- Rondachine Bosc (1816)
- Ropalon Raf. (1836)
- Tamara Roxb. ex Steud. (1841)
- Villarsia Neck. (1790)

## Usi

### Farmacia
Alcune specie di questa famiglia hanno delle proprietà medicamentose per cui sono utilizzate nella medicina popolare. Sono utili contro la dissenteria, la dispepsia e le emorroidi.

### Cucina
Alcune popolazioni utilizzano come cibo i rizomi e i fiori. Altre piante di questa famiglia sono importanti per la ricchezza di amido. In Cina gli stami di alcune piante sono utilizzati per aromatizzare il tè. 

## Galleria d'immagini

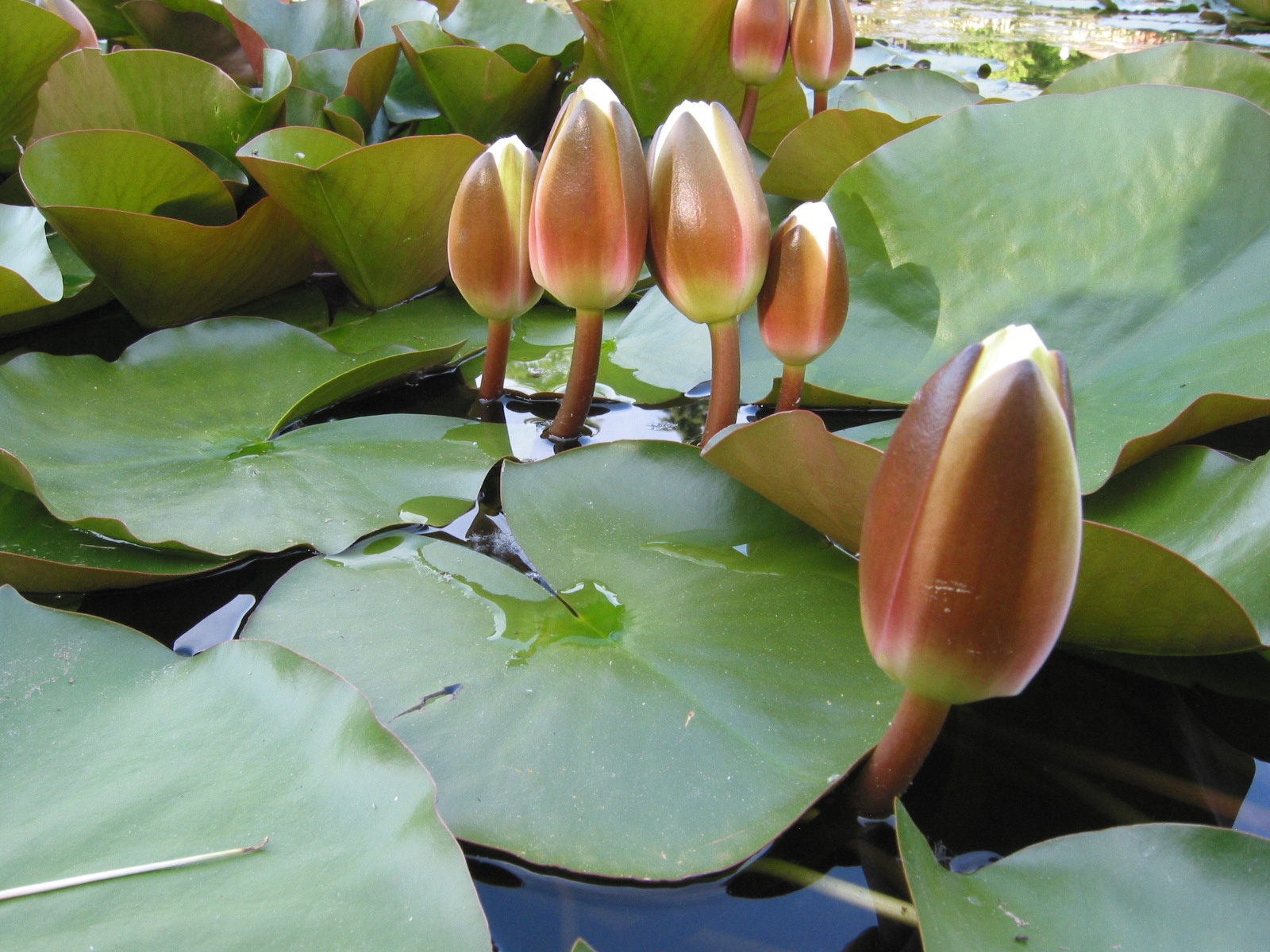
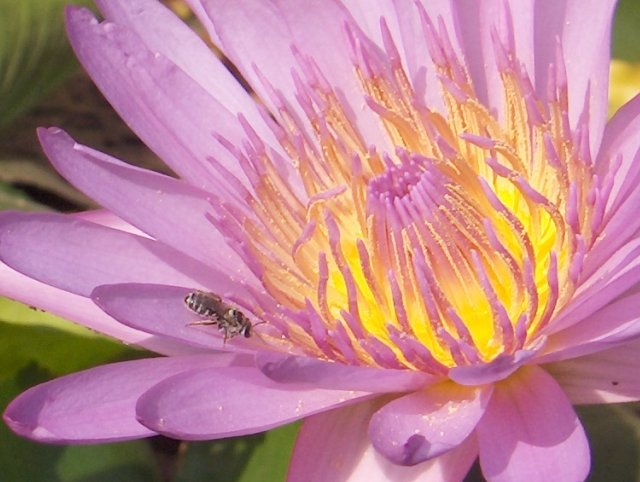
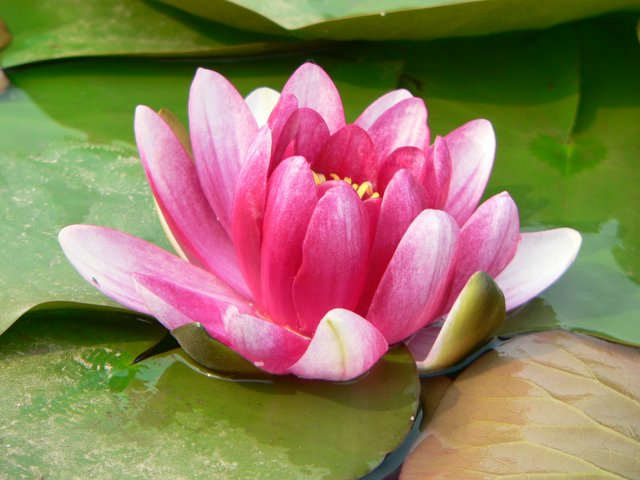
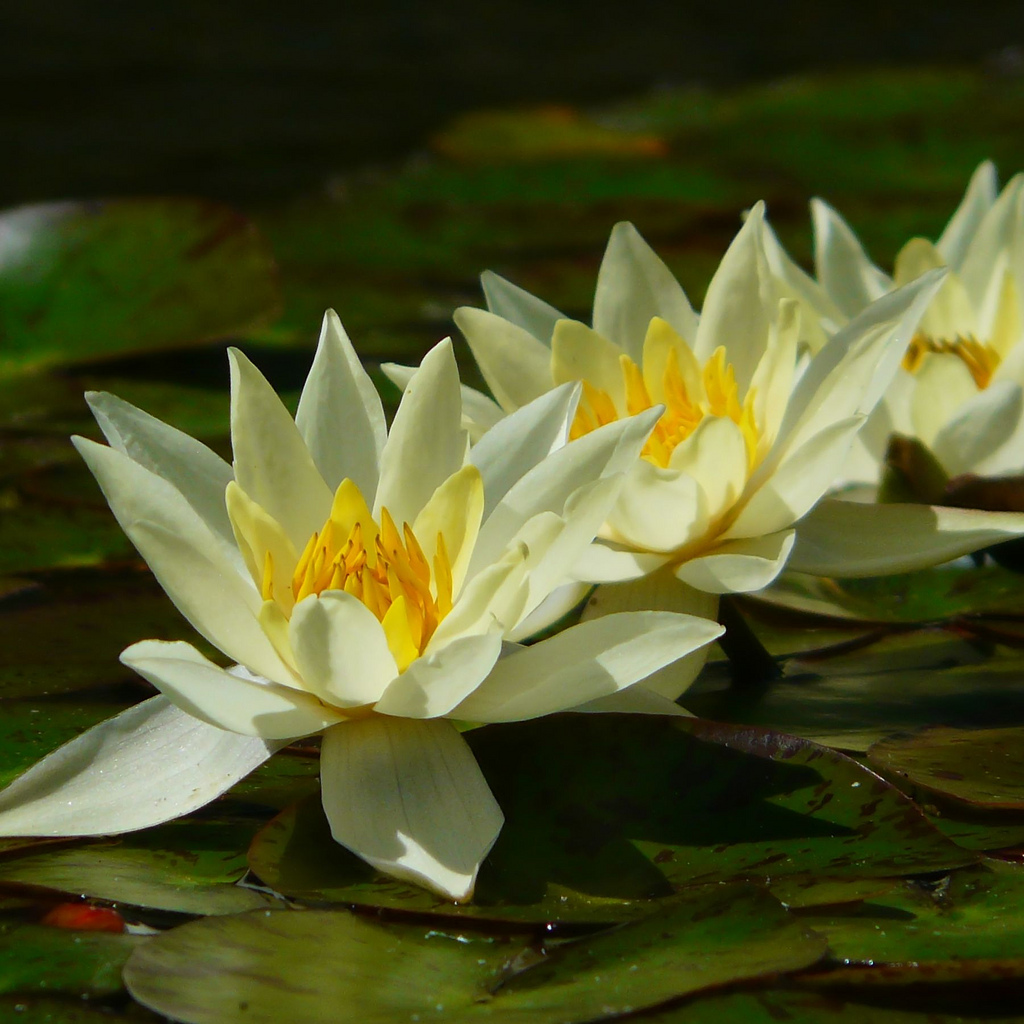

### Giardinaggio
Moltissime specie di questa famiglia sono utilizzate come piante ornamentali per decorare stagni, vasche e laghetti.  L'impiego delle Ninfee nei giardini ha una storia antichissima se già 5000 anni prima di Cristo ci sono delle documentazioni di questo uso nell'antico Egitto. Da queste piante per scopi soprattutto commerciali sono stati ricavati molti ibridi o cultivar specialmente in Francia in Inghilterra e negli Stati Uniti. L'impianto va fatto in acque poco profonde: 15 – 30 cm. Se la posizione è soleggiata una fioritura abbondante è garantita. La moltiplicazione può essere fatta per cespi (specialmente se si tratta di cultivar o ibridi e quindi facilmente sterili) o per seme.